# CONCACAF-kampioenschap vrouwen 1993
Het CONCACAF kampioenschap voor vrouwen 1993 was de 2e editie van het CONCACAF kampioenschap voor vrouwen. Het werd gehouden in Long Island, VS. Het werd voor de tweede keer gewonnen door het Amerikaans voetbalelftal.
Het kampioenschap, met vier deelnemers en waarbij Nieuw-Zeeland als gastland deelnam, werd door middel van een halve competitie gespeeld.

## Deelname
| Groep | Canada | Nieuw-Zeeland | Trinidad en Tobago | Verenigde Staten |

## Groepsfase
| Land               | Wed | Win | Gel | Ver | DV | DT | +/− | Pnt |
| ------------------ | --- | --- | --- | --- | -- | -- | --- | --- |
| Verenigde Staten   | 3   | 3   | 0   | 0   | 13 | 0  | 13  | 6   |
| Nieuw-Zeeland      | 3   | 1   | 1   | 1   | 7  | 3  | 4   | 3   |
| Canada             | 3   | 1   | 1   | 1   | 4  | 1  | 3   | 3   |
| Trinidad en Tobago | 3   | 0   | 0   | 3   | 0  | 20 | −20 | 0   |

| Kampioen: Verenigde Staten (2e titel) |

## Wedstrijdresultaten
4 augustus 1993
| Canada           | 4-0 | Trinidad en Tobago |  |
| Verenigde Staten | 3-0 | Nieuw-Zeeland      |  |

6 augustus 1993
| Canada           | 0-0 | Nieuw-Zeeland      |  |
| Verenigde Staten | 9-0 | Trinidad en Tobago |  |

8 augustus 1993
| Nieuw-Zeeland    | 7-0 | Trinidad en Tobago |  |
| Verenigde Staten | 1-0 | Canada             |  |

1991 · 1993 · 1994 · 1998 · 2000 · 2002 · 2006 · 2010 · 2014 · 2018 · 2022